# Tour de Romandía 1957
La 11.ª edición del Tour de Romandía se disputó del 9 de mayo al 12 de mayo de 1957 con un recorrido de 763,7 km dividido en 5 etapas, con inicio y fin en Lausana.
El vencedor fue el francés Jean Forestier, cubriendo la prueba a una velocidad media de 37,8 km/h.

## Etapas[1]
| Etapa | Recorrido          | Km   | Ganador         |
| 1.ª   | Lausana-Porrentruy | 182  | Guido Carlesi   |
| 2.ª   | Porrentruy-Ginebra | 206  | Jean Forestier  |
| 3.ªa  | Ginebra-Martigny   | 130  | André Darrigade |
| 3.ªb  | Martigny           | 36,7 | Jean Forestier  |
| 4.ª   | Martigny-Lausana   | 206  | Bruno Monti     |

## Clasificaciones
Así quedaron los diez primeros de la clasificación general de la segunda edición del Tour de Romandía
| \| 1. \| Jean Forestier \| Italia \| 20h09'47" \| \| \| 2. \| Guido Carlesi \| Italia \| + 15" \| \| \| 3. \| Hugo Koblet \| Suiza \| + 1'04" \| \| \| 4. \| Rolf Graf \| Suiza \| + 1'17" \| \| \| 5. \| Attilio Moresi \| Suiza \| + 1'28" \| \| \| 6. \| Albert Bouvet \| Francia \| + 1'41" \| \| \| 7. \| Francis Pipelin \| Francia \| + 1'56" \| \| \| 8. \| André Darrigade \| Francia \| + 2'19" \| \| \| 9. \| André Vlayen \| Bélgica \| + 2'41" \| \| \| 10. \| René Strehler \| Suiza \| + 3'04" \| \| |                 |         |           |  |
| 1. | Jean Forestier  | Italia  | 20h09'47" |  |
| 2. | Guido Carlesi   | Italia  | + 15"     |  |
| 3. | Hugo Koblet     | Suiza   | + 1'04"   |  |
| 4. | Rolf Graf       | Suiza   | + 1'17"   |  |
| 5. | Attilio Moresi  | Suiza   | + 1'28"   |  |
| 6. | Albert Bouvet   | Francia | + 1'41"   |  |
| 7. | Francis Pipelin | Francia | + 1'56"   |  |
| 8. | André Darrigade | Francia | + 2'19"   |  |
| 9. | André Vlayen    | Bélgica | + 2'41"   |  |
| 10. | René Strehler   | Suiza   | + 3'04"   |  |